# Episodi di Un dottore tra le nuvole (terza stagione)
La terza stagione della serie televisiva Un dottore tra le nuvole è stata trasmessa in anteprima in Germania da Sat.1 tra il 15 febbraio 1995 e il 17 maggio 1995.
| nº | Titolo originale          | Titolo italiano | Prima TV Germania | Prima TV Italia |
| -- | ------------------------- | --------------- | ----------------- | --------------- |
| 1  | Die Nacht im Schnee       |                 | 15 febbraio 1995  |                 |
| 2  | Unfalldoppeltod           |                 | 15 febbraio 1995  |                 |
| 3  | Neues Leben               |                 | 1º marzo 1995     |                 |
| 4  | Schwester Namenlos        |                 | 8 marzo 1995      |                 |
| 5  | Schweigepflicht           |                 | 15 marzo 1995     |                 |
| 6  | Atemnot                   |                 | 22 marzo 1995     |                 |
| 7  | Schwarze Engel            |                 | 29 marzo 1995     |                 |
| 8  | Gelegenheit macht Diebe   |                 | 5 aprile 1995     |                 |
| 9  | Der Hecht im Karpfenteich |                 | 12 aprile 1995    |                 |
| 10 | Der Investor              |                 | 26 aprile 1995    |                 |
| 11 | Glück und Schatten        |                 | 3 maggio 1995     |                 |
| 12 | Verbotene Liebe           |                 | 10 maggio 1995    |                 |
| 13 | Auf der Flucht            |                 | 17 maggio 1995    |                 |